# واوان (میرآباد)
واوان، روستایی در دهستان ملکاری شرقی بخش زاب شهرستان میرآباد در استان آذربایجان غربی ایران است. این روستا، مرکز بخش زاب است.

## جمعیت
بر پایه سرشماری عمومی نفوس و مسکن در سال ۱۳۹۵، جمعیت این روستا برابر با ۷۹۲ نفر (۱۹۵ خانوار) بوده‌است.